# Katharina Ley
Katharina Ley (* 3. Dezember 1979 in Heidelberg) ist eine deutsche Schauspielerin.

## Leben
Ley studierte von 2000 bis 2004 an der Hochschule für Schauspielkunst „Ernst Busch“ Berlin.
Noch während ihres Studiums spielte sie am Deutschen Theater Berlin unter der Regie von Ulrich Matthes die Ilse in Frühlings Erwachen von Frank Wedekind. Nachdem sie 2004 ihr Diplom abgelegt hatte, spielte sie Regine Engstrand in Gespenster von Henrik Ibsen unter der Regie von Gian Manuel Rau am Staatstheater Stuttgart. Von 2005 bis 2008 hatte sie ihr erstes Festengagement am Schauspiel Leipzig unter der Intendanz von Wolfgang Engel. Unter dessen Regie spielte sie die Thekla in Wallenstein und Solveig in Peer Gynt. Für letztere Rolle erhielt sie eine Nominierung zur Nachwuchsschauspielerin des Jahres 2006 der Fachzeitschrift Theater heute. Weitere wichtige Rollen in Leipzig waren hier Cate in Zerbombt von Sarah Kane und Inken Peter in Vor Sonnenaufgang von Gerhart Hauptmann.
Nach einem längeren Auslandsaufenthalt in London und Neuseeland wechselte Ley 2010 nach Saarbrücken ans Saarländische Staatstheater. Ihre Antrittsrolle war Hamlet im gleichnamigen Stück von William Shakespeare. Weitere wichtige Rollen waren hier die Schauspielerin in der Uraufführung Der große Marsch von Wolfram Lotz und Heather in Blair Witch Projekt.
Seit 2012 arbeitet Ley freischaffend und lebt mit ihrer Familie in Heidelberg.

## Theater (Auswahl)
- 2003: Deutsches Theater Berlin: Frühlings Erwachen (Regie: Ulrich Matthes)
- 2004: Staatstheater Stuttgart: Gespenster (Regie: Gian Manuel Rau)
- 2005–2008: Schauspiel Leipzig
- 2010–2012: Saarländisches Staatstheater
- 2020: Theater der Stadt Heidelberg: Das weiße Dorf (Regie: Ron Zimmering)

## Filmografie (Auswahl)
- 2009: Gute Freunde (Regie: Fred Willitzkat)
- 2010: Collisions
- 2010: Simulant (Regie: John Lee Siebert)
- 2013: Im Spinnwebhaus (Regie: Mara Eibl-Eibesfeldt)
- 2018: Weingut Wader – Das Familiengeheimnis (Degeto Film)
- 2019: Weingut Wader – Nur zusammen sind wir stark (Degeto Film)
- 2023: 30 Tage Lust (TV-Serie, SWR)
- 2024: Ein Mann seiner Klasse
- 2024: Hameln (TV-Serie, ZDF Neo)